# 格利博克 (塔拉拉伊夫卡區)
50°44′7″N 33°3′47″E / 50.73528°N 33.06306°E
格利博克（烏克蘭語：Глибоке），是烏克蘭北部的村莊，隸屬切爾尼希夫州的普里盧基區。該村面積0.26平方公里，海拔高度137米，2001年人口22，人口密度每平方公里84.62人。